# Wolfgang Amling
Wolfgang Amling (Münnerstadt, 8 de Março de 1542 — Zerbst, 18 de Maio de 1606) foi teólogo, reformador e confessor alemão. Em 1566, tornou-se reitor da Escola de São Bartolomeu em Zerbst. Estudou em Jena, Tübingen e Wittenberg. Em 1569 lutou contra a reintrodução da Fé Católica, tendo-se tornado pastor em Coswig e em 1573 na escola da Igreja de São Nicolau, em Zerbst.

## Publicações
- Poēmata quaedam graece et latine edita“, Wittenberg 1569
- Repetitio confessionis Augustanae Anhaltina 1578
- Defensio modesta, et perspicua sex argumentorum, quibus inter alia Ecclesiarum Anhaldinarum ministri realem, seu physicam idiomatum communicationem falsitatis conuicerunt: opposita inani, & friuolæ eorum D. Iohannis Matthæi ... refutationi [intitulada: Tractatus de unione personali et communicatione idiomatum] ... Edita a ministris Ecclesiæ Seruestanæ [W. Amling and others]. 1583
- Antwort auff die Wittenbergische Abfertigung der Ambergischen Anleitung 1598
- Carmina Gratvlationis Er-Go Ab Amicis Condita Dicataqve Clarissimo Viro Wolfgango Amlingo I. V. D. Viri Reverendi M. Wolfgangi Amlingi, verbi divini apud Servestanos in veterum Sora-borum Metropoli Ministri fidelißimi, ... Filio, NVPTIAS Celebranti Cvm ... Virgine Gertrvde Viri amplissimi Reinharti Bachovii Echtii, Serenissimi Electoris Palatini Heidelbergae Praetoris inte-gerrimi Filia. VI Kalend. Septemb. Juliani ANNO M.D.IC. 1599
- Gratulatio Eucharistikē in natalem Sabinae septimae Anhaltinae nymphae ... 1580
- Elegia In Obitum Reverendi ... Viri Dn. M. Wolfgangi Amlingi, SS. Theologiae ... Qui in Christo Jesu placidißime obdormivit Servestae, die XIIX. Maii ... Anno ... 1606. cum vixisset annos LXV. sepultus XXI. Mai, in magno Servestanorum coemeterio